# 1024
Năm 1024 là một năm trong lịch Julius.